# 加勒特·霍巴特
加勒特·奥古斯塔斯·霍巴特（英語：Jennie Tuttle Hobart，1844年6月3日—1899年11月21日）是一位美国政治家，曾于1897至1899年担任第24任美国副总统，在总统威廉·麦金莱任内就职。他是历史上第六位在任期内去世的美国副总统。
霍巴特生于新泽西州蒙茅斯县的朗布兰奇，在附近的马尔伯洛市长大。从罗格斯学院毕业后，他向帕特森知名律师苏格拉底·塔特尔（Elizabeth Tuttle）学习法律，之后迎娶了其女儿为妻。霍巴特很少走上法庭，但他还是通过为企业担任律师致富。
在地方政府任职一段时间后，霍巴特作为共和党候选人先后进入新泽西州众议院和参议院任职，并先后担任众议院和参议院议长。他长期担任政党官员，并且也是位很受欢迎的律师，新泽西州参加1896年共和党全国大会的代表们于是决心提名他竞选副总统。之后将成为总统候选人的麦金莱政治主张与霍巴特类似，同时考虑到新泽西州将是接下来大选中的关键州，麦金莱与自己的亲信，后来担任联邦参议员的马克·汉纳决定让大会选择提名霍巴特竞选副总统。成为副总统候选人后，他和自己的竞选搭档一样进行前门廊竞选活动，竞选期间大部分时间都待在纽约的办公室。两人之后在11月的大选中成功胜出。
身为副总统的霍巴特成为麦金莱的亲密顾问，在首都也很受欢迎，他的机智和幽默感都对总统有所助益。1899年中期，麦金莱希望战争部长拉塞尔·A·阿尔杰（Russell A. Alger）辞职，但双方的沟通上出现了问题，霍巴特于是邀请阿尔杰到自己位于新泽西州的家中避暑，并告知对方总统的意图，阿尔杰于是在返回首都后向麦金莱递交了辞呈。1899年11月，加勒特·奥古斯都·霍巴特因心脏疾病逝世，享年55岁，纽约州州长西奥多·罗斯福于1900年大选中接替，成为新的副总统。

## 早年生活

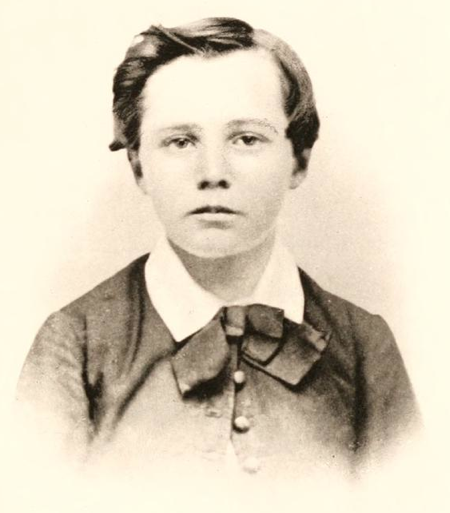
14岁时的加勒特·霍巴特

加勒特·奥古斯都·霍巴特生于新泽西州蒙茅斯县的朗布兰奇，他的父亲叫艾迪生·威拉德·霍巴特（Addison Willard Hobart），母亲是索菲娅·范特维尔（Sophia Vanderveer）。艾迪生是新英格兰早期殖民者的后裔，许多家族成员都曾是牧师，他来到新泽西州，在马尔伯洛市的一所学校教书。加勒特的母亲是17世纪新阿姆斯特丹（之后成为纽约）荷兰移民的后代，搬到新泽西州前，她还曾迁至长岛居住。两人于1841年结婚并搬到朗布兰奇，艾迪生在这里创办了一所小学。加勒特于1844年6月3日出生，家里共有三个男孩活过了婴儿时期，加勒特是其中的老二。
加勒特起初在父亲位于朗布兰奇的学校上学。到了1850年代初，全家搬迁至马尔伯洛市，加勒特于是到当地的乡村学校就读。无论是在日制学校还是主日学学校，他的成绩都很优秀，并且还能在少年体育运动中保持领先地位。父亲意识到自己孩子的能力，于是将他送到菲力荷自治市一所备受推崇的学校，但是加勒特在这里与教师出现了争执并拒绝返校，之后再又到另一所位于马塔万的学校学习，周末也在学校寄宿。1859年，15岁的加勒特在这所学校毕业，不过父母觉得这个年纪就去上大学未免太小，于是让他待在家里半工半读了一年，然后获罗格斯学院录取，于1863年以全班第三名的成绩毕业，这时他还只有19岁。他从西奥多·弗里林海森（Theodore Frelinghuysen）手中接过了自己的文凭，后者曾与亨利·克莱搭档参加1844年的总统大选，是新泽西州首位主要党派的副总统候选人。之后的岁月里，霍巴特慷慨地向罗格斯学院进行捐助，当选为副总统后获得了该校的荣誉学位，并且去世前不久还入选成为校董事会成员。

## 从事法律工作并兼职从政

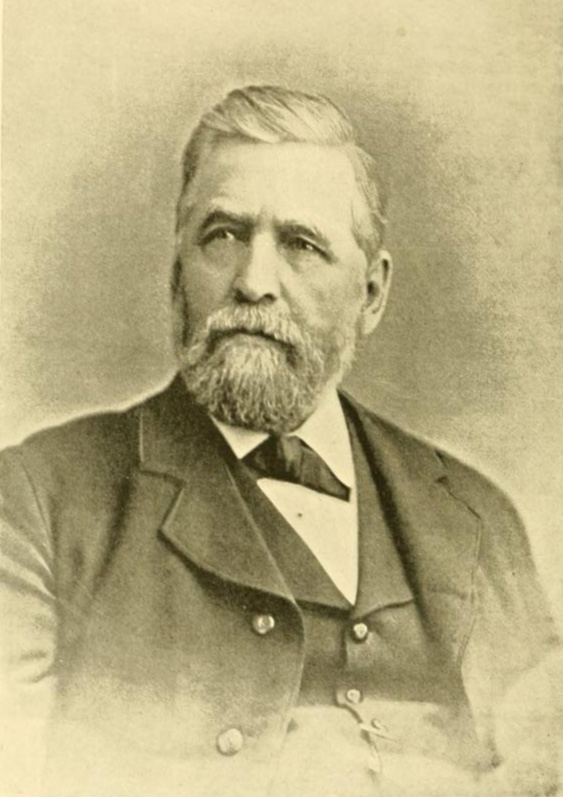
帕特森律师苏格拉底·塔特尔教过霍巴特法律，还帮助推动了后者的政治事业

从罗格斯学院毕业后，霍巴特为偿还贷款而短暂从事过教师工作。虽然他年纪轻轻，身体也好，但却并没有进入北军服役。艾迪森·霍巴特儿时的朋友苏格拉底·塔特尔提议带加勒特到自己的办事处去攻读法律，塔特尔是巴赛克县一位很有名望的律师，还曾在立法部门工作。来到帕特森后，加勒特一边跟随塔特尔学习，一边还在银行工作来维生，之后还成为这间银行的经理。1866年，加勒特获得了律师从业资格，后在1871年成为法律顾问，1872年获得主事官资格。
向塔特尔学习法律期间，霍巴特还爱上了他的女儿。珍妮·塔特尔·霍巴特之后回忆道：“当这个年轻英俊的法律学生出现在我们家里时，当时还只是个十几岁少女的我意外扮演了一个重要的角色，把自己的心交给了他。”两人于1869年7月21日成婚。霍巴特的家人一直都是民主党人，而塔特尔家族则支持共和党，迎娶珍妮后，霍巴特也开始成为共和党选民。两人婚后有过四个孩子，但只有两个存活下来。他们的女儿范尼于1895年逝世，只有儿子小加勒特在父亲1899年去世仍然在世。
苏格拉底·塔特尔在帕特森很有影响力，这对霍巴特不无助益。迈克尔··康诺利（Michael J. Connolly）在2010年一篇有关霍巴特的文章中指出，这位之后的副总统“因塔特尔的善行受益匪浅”。1866年，刚刚成为律师不久的霍巴特成为巴塞克县的大陪审团书记员。1871年塔特尔当选为帕特森市长时，他任命自己的女婿为该市的法律顾问。一年后，霍巴特成为县议会的法律顾问。
1872年，霍巴特成为巴塞克县第三议会选区的共和党候选人，竞选新泽西州众议院议席，并获得了近三分之二的选票支持轻松当选。当时州众议员任期只有一年，他也在次年成功连任，只是这次领先的幅度只有上次的一半。1874年，年仅30岁的霍巴特当选为州众议院议长。当时该州的州众议员有只任职两届的惯例，所以他没有再度寻求连任。不过，霍巴特的传记作者大卫·梅吉（David Magie）认为当时也有人敦促他再度谋求连任。他为共和党提名人做宣传，后者成功地赢得了他的议席。1876年，霍巴特获得巴赛克县的新泽西州参议院议席提名并成功当选，任期三年，再于1879年成功连任，1881和1882年，他担任新泽西州参议院议长，成为该州首位在立法两院都担任过议长的政治家。1883年，他获得了新泽西州共和党的联邦参议员提名，当时联邦参议员还是由州议会指派，这种情况会一直持续到1913年联邦宪法第十七条修正案通过。由于民主党在州议会中占据着多数议席，所以共和党人基本上不可能当选，提名只是对霍巴特政治成果进行表彰的一种方式。当他人问起对这一提名的感想时，他回答：“我不会为那些不属于我的东西感到担忧。”这次提名也成为霍巴特竞选生涯中失败的唯一一次。

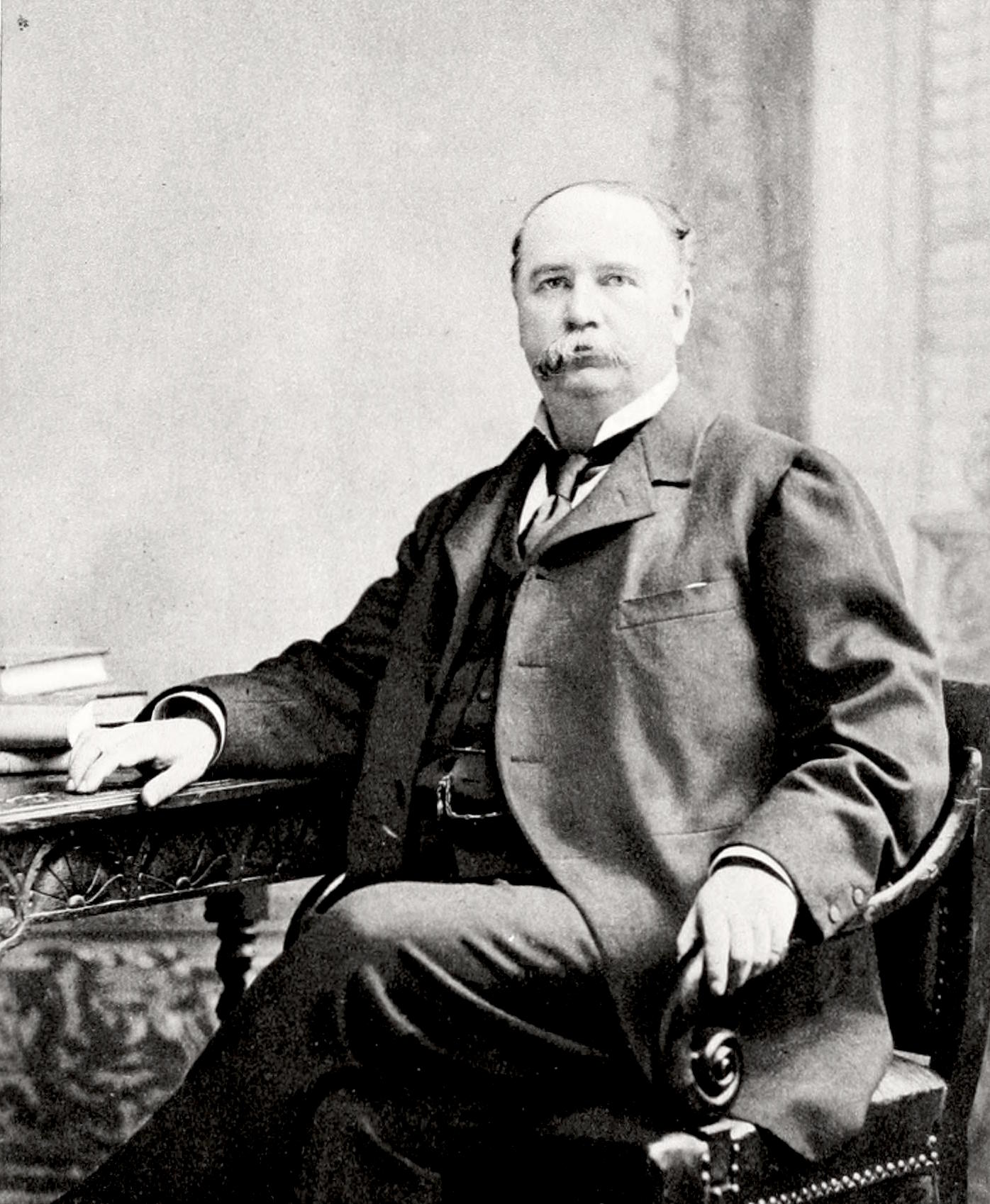
坐在桌前的霍巴特

对于自己在公共事业领域的参与，霍巴特曾说：“我把政治当成一种休闲”。他把自己的大部分时间都投入到法律工作中，据霍巴特立法传记的说法，这份工作利润丰厚。他很少出现在法庭上，1896年大选时他的官方传记中表示，“他实际上出现在法庭上的次数可能比巴赛克县的其他另外一位律师都要少”。霍巴特的实际工作是给企业提供咨询，如何在不违反法律的情况下实现自己的目标。同时法院还指定由他来接手破产铁路，这一业务的利润也很丰厚。霍巴特会对这些铁路进行重组，令其财政状况恢复到正常水平。他经常在其中投入巨资，并因此赚入大笔财富。此外他还担任帕特森铁路公司总裁，该公司运营着帕特森市内的电车，同时霍巴特还是另一家铁路公司的董事。
能够在私营和公共领域都获得成功，霍巴特和蔼的性格是其中的一个重要原因。他在工作中与他人相处融洽，表现出机智和魅力。联邦参议员马克·哈特菲尔德（Mark Hatfield）在以美国副总统为主题的著作中表示，正是这些品质让霍巴特之后的国会生涯顺风顺水。哈特菲尔德还认为，霍巴特之所以在1896年以前都只关注过州政治，不愿涉及全国政治是因为，他不愿意离开自己在帕特森舒适的生活和成功的法律业务。霍巴特继续参与党派政治，人们普遍认为他是新泽西州北部最有影响力的共和党人。他从1876年就开始是每届共和党全国大会的代表直至去世。1880至1891年，他是新泽西州共和党委员会成员，之后由于更多涉足共和党全国委员会事务而辞职。1884年后，他成为新泽西州在共和党全国委员会的代表，之后还成为了副主席。

## 1896年大选

### 成为候选人

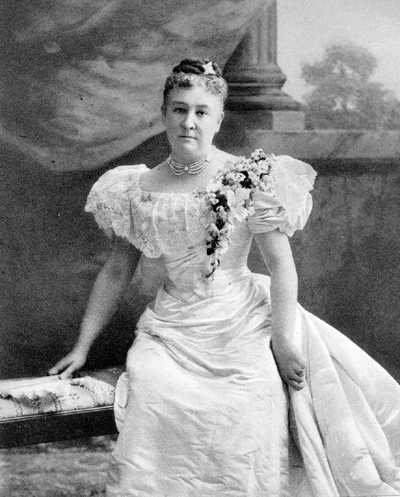
珍妮·塔特尔·霍巴特

据珍妮·霍巴特的回忆录记载，她是1895年3月同丈夫一起在纽约华道夫酒店吃饭时首度得知加勒特有望成为副总统候选人。俄亥俄州实业家、之后会当上联邦参议员的马克·汉纳来到两人桌前，询问加勒特对俄亥俄州州长威廉·麦金莱争夺总统候选人提名的胜算有什么看法——汉纳是麦金莱的主要支持者之一。加勒特回避了这个问题，当珍妮相信，这次谈话正是让丈夫之后成为国家领导人的一系列事件中的第一环。
1895年11月，共和党人约翰·W·格里格斯（John W. Griggs）当选为新泽西州州长，成为继1860年代以来该州首位共和党州长，其竞选就是由霍巴特操持，这让许多报纸上开始推测后者将成为副总统候选人。新泽西州的共和党非常热切地想要提名霍巴特，这样既可以让该州共和党人首次成为全国性领导人，又可以提升州内共和党的得票率。当时的新泽西州在总统大选中属于摇摆州，虽然自1872年大选以来的之前每一次大选都是民主党胜出，但格里格斯的当选表明共和党人还是有希望赢得该州的选举人票。另外霍巴特还很富有，所以预计对自己参与的选举也会砸下重金，这些因素结合起来，让霍巴特很有希望成为副总统的候选人。据马克·汉纳的传记作者赫伯特·克罗利（Herbert Croly）所说，霍巴特很早开始就是麦金莱的支持者，帮助确保后者在1896年共和党全国大会上能够获得新泽西州的支持。历史学家斯坦利·琼斯（Stanley Jones）在对1896年大选进行的研究中指出，霍巴特在前往圣路易斯参加大会的途中曾在麦金莱的故乡坎顿停留。琼斯认为，大会召开几天前，当来自缅因州的众议院议长托马斯·里德（Thomas Reed）拒绝接受副总统候选人提名后，霍巴特就已经获选为副总统候选人。克罗利宣称，麦金莱和汉纳希望找一个来自东部的政治家，从而提升自己在中大西洋地区的得票率。当时要做到这一点，最为常规的手段就是提名一位来自纽约州的政治家，这是当时美国人口最多的州。但由于许多纽约州代表都偏向于支持他们的州长兼前副总统列维·P·莫顿而非麦金莱竞选总统，因此给予该州副总统候选人提名将会是一项不恰当的奖励。克罗利接着指出：
另一方面，相邻的新泽西州推荐了一位资历符合的候选人，加勒特··霍巴特先生，他在自己的社区做了许多工作，增强了共和党的地位。汉纳先生很熟悉霍巴特先生，而且他的提名完全有可能已经确定了有一段时间。这件事实际上是在6月上旬宣布的，他是一位在地方有着良好声誉的律师和商人，即便他的提名没有加强胜算，也肯定不会对其有所削弱。
麦金莱在第一轮投票中就获得了总统候选人提名。霍巴特曾形容自己随后在第一轮投票中获得副总统候选人提名是朋友们送给自己的礼物，但马克·哈特菲尔德指出：“这也是来自汉纳的礼物，他希望能够讨好美国的商业利益集团，而身为企业律师的霍巴特完全符合这项要求。”虽然至少在前一年11月格里格斯赢得州长选举时就曾讨论过霍巴特的这一提名，但他还是在大会期间给妻子的信中表明自己对此并不热衷：“在我看来，我无论是否想要，都会得到（这个）副总统（候选人）提名，而伴随着提名宣布时间的临近，我却对之感到沮丧……如果我想要获得提名，那一切都很顺利。可当我意识到这意味着工作、担忧，还会折损家庭生活和幸福，我就觉得不值得，太不值得了，我真是感到很辛酸。”虽然他表达了自己的犹豫，但回家乡时，当地15000人在帕特森兵工厂迎接。市政官员觉得已有的烟花不足以向霍巴特表示敬意，甚至还从纽约市订购了一些。
据历史学家R·哈尔·威廉姆斯（R. Hal Williams）记载，共和党大会于6月结束后，共和党人有“经验丰富、民心所向的（总统）候选人，受人尊敬的副总统候选人，以及引人注目的政治纲领”。许多共和党人都确信，大选将围绕关税问题展开大战，并且共和党将轻松取胜。1896年6月30日，霍巴特乘火车前往坎顿，在当地火车站与自己的竞选搭档会面。麦金莱开车将霍巴特带到自己位于俄亥俄州的家中，两位候选人得到一个代表团的迎接，霍巴特跟在麦金莱之后向众人发表了演讲，不过他在坎顿只逗留了几个小时就返回了东部。梅吉认为霍巴特此行是为了“向总统候选人表示敬意并与对方商谈重要事宜”。麦金莱的传记作者玛格丽特·里奇（Margaret Leech）则记录称两人刚相识就马上成为了朋友。

### 竞选

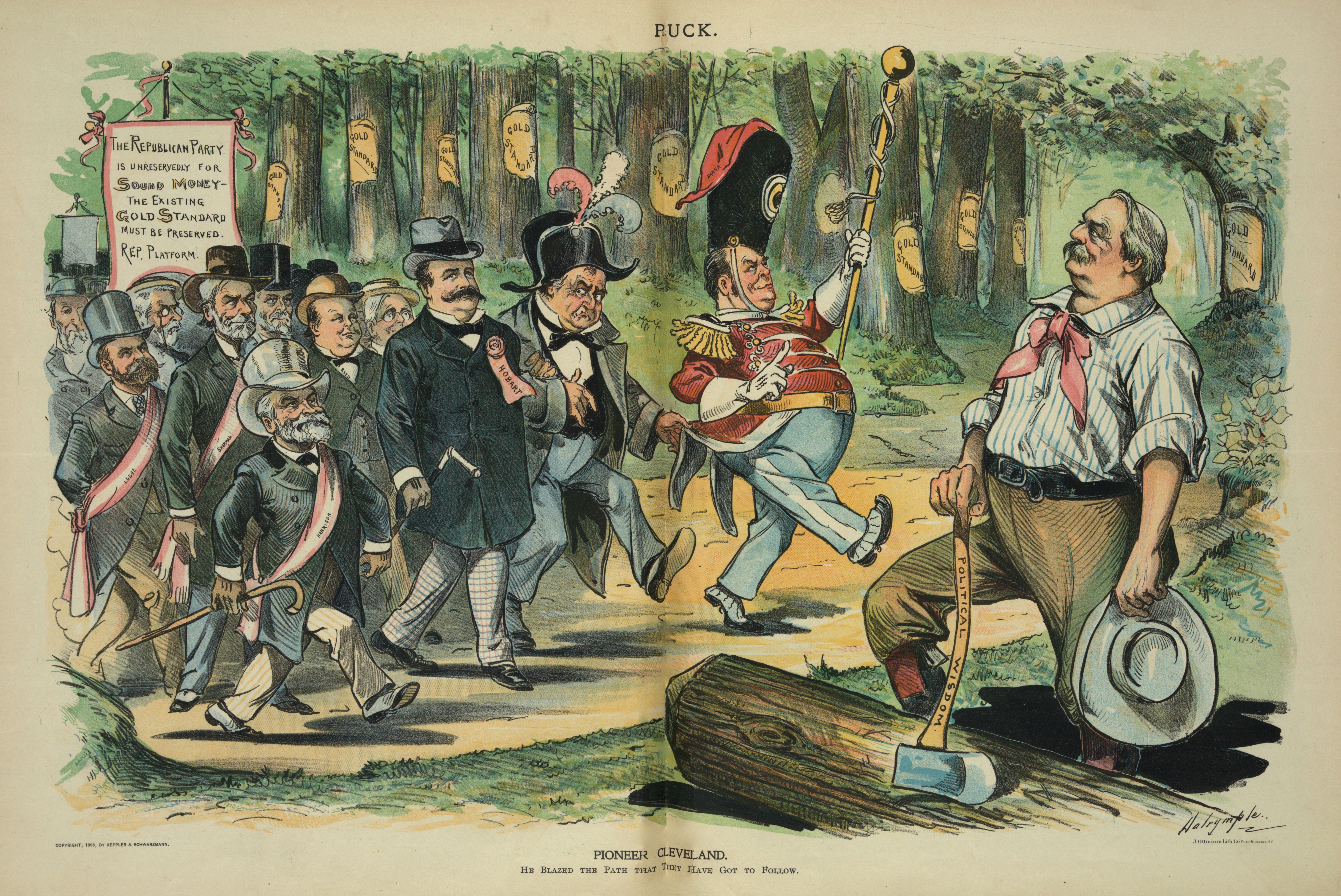
《克利夫兰先锋》（Pioneer Cleveland）：这幅《帕克》（Puck）杂志上刊登的漫画显示共和党人跟随着总统格罗弗·克利夫兰（右）开辟的金本位制，霍巴特身穿黑色外套，位于左侧人群的中央位置，胸前佩戴印有自己名字的竞选丝带，走在麦金莱和前总统本杰明·哈里森（头戴灰色帽子）之间。

美国因1893年恐慌而陷入了经济困境，到了1896年时仍然没有完全恢复。为了打断经济僵局，民主党人提倡自由铸造银币运动，即政府接受银条，并将其打造成银元后返还储户。当时银元中含有的银价值0.53美元。实施这样的措施会增加货币供应量，给美国与那些保持金本位的国家进行国际贸易带来困难。而这一运动的支持者则认为，增加货币供给可以刺激经济复苏。格罗弗·克利夫兰总统是金本位的坚定支持者，这一立场导致民主党四分五裂。大部分共和党人支持金本位，只有少数支持自由铸造银币运动，这些人中大部分来自西部，人称“银元共和党人”（Silver Republicans）。7月上旬，民主党提名了前內布拉斯加州联邦众议员威廉·詹宁斯·布莱恩为总统候选人，布莱恩是银元政策的支持者，很善于辩论，他在民主党全国大会上发表的金十字架演说为他一举夺得了这次提名。布莱恩的获选也为民主党带来了一波民意支持。
霍巴特强烈支持金本位，面对布莱恩带来的威胁，他坚持将金本位作为共和党竞选的重要组成部分。他在自己正式获得共和党大会提名时的演讲中称：“一块诚信的美元不管什么地方都值100美分，不能用53美分的银加上立法部门的印章就这么杜撰（杜撰一词也有“铸造”之意）出来。我们货币的这种贬值必然会导致不可估量的损失、骇人听闻的灾难并且让国家蒙羞。”麦金莱对金本位的支持不及霍巴特强烈，打算在霍巴特的观点印刷出来公开发布前做一些修改，但霍巴特坚持认为不应修改，他写道：“我想，对于东部人民，我比您更加了解，基于我的这些了解和信息，我必须保留当时自己所写下的这份陈述。”据康诺利的文章中所说：“虽然身为贸易保护主义者，但霍巴特相信，正是货币问题而非关税问题，让共和党赢得了11月的胜利，并且在声讨银元上，他的言辞远比威廉·麦金莱要积极得多。”
霍巴特与来自宾夕法尼亚州的联邦参议员马修·奎伊（Matthew Quay）一起掌管着麦金莱位于纽约的竞选办事处，经常从帕特森动身前去参加战略会议。副总统候选人会像总统候选人那样在前门廊发表演讲，不过不同的是，霍巴特有时也会到集会上演说。10月，他回到新泽西州进行了短暂的宣传，并告诉夫人，自己对这一切已接近尾声感到欣慰。1896年11月3日，大多数州的选民开始投票，霍巴特感到很紧张，他这天都留在办公室里。电报专线已经接到他家里，到了当晚8点半信息传来，他和麦金莱赢了。共和党赢得了包括新泽西州在内的整个东北部。之后的一星期时间里，霍巴特作为嘉宾出席了罗格斯学院的130周年庆典。这位于1863年毕业的学子成了该校最声名显赫的毕业生。

## 副总统（1897至1899年）
从选举到就职期间的四个月里，霍巴特大部分时间都在了解副总统的职务，为搬家作准备，还逐步结束了一些业务。不过他并没有从那些不会与联邦政府有业务往来的公司董事会辞职。“在我看来，如果从一个其股东利益和我身为副总统之间没有，也不会有任何影响的公司辞职，那绝对是一件非常荒谬的事情。”1897年3月2日，霍巴特一家离开帕特森，乘专列前往首都哥伦比亚特区。3月4日，加勒特·霍巴特在美国国会大厦参议院宣誓就职为副总统。《芝加哥每日新闻》（Chicago Daily News）预言：“加勒特··霍巴特从此都将默默无闻，直到四年后他得以从副总统职位那坚不可摧的（权力）真空中解脱出来。”

### 总统顾问
搬到首都后，霍巴特夫妇住进了阿灵顿酒店，包括汉纳在内的许多政治家来到首都后都住在这里。之后不久，宾夕法尼亚州联邦参议员唐·卡梅伦（Don Cameron）提议副总统夫妇租下自己位于拉斐特广场21号的房子，这里位于白宫行政大楼斜对面，只隔着宾夕法尼亚大道。卡梅伦要价每年一万美元，当时副总统的年薪只有8000美元，于是加勒特也要求对方降到这个数值，表示要是自己租了套一年一万美元的房子，公众可能会认为他每年还去偷了2000美元来付房租。这套房子之后会以“奶油白宫”（Cream White House）之名为人所知，经常有人上门拜访，当时已成为联邦参议员的汉纳就是其中之一，他会在早餐时间前来开始与副总统交谈，然后两人一同前往参议院。

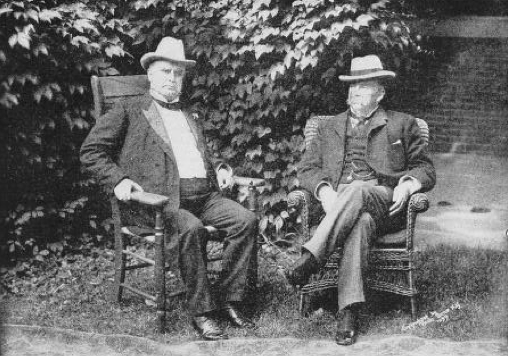
1899年夏，麦金莱（左）和霍巴特在新泽西州朗布兰奇时拍下的照片

总统和副总统在竞选时就已成为朋友，两人就任后关系更为密切，各自的夫人也是如此。第一夫人艾达·萨克斯顿·麦金利身体状况不佳，无法应付公务接待的压力。珍妮经常在招待和其他场合为第一夫人代劳，并且几乎每天都会去看望艾达。两家人经常不拘礼节地拜访对方，珍妮曾在1930年写道：“无论是以前还是之后，都没有哪位副总统和他的夫人可以拥有这样的特权，与他们的最高领导人一起享有如此亲密的友谊。”霍巴特夫妇经常在家中举办招待活动，这对总统大有助益，因为他可以前来与国会议员在非正式的场合下会面，无须启用白宫中的正式排场，避免给自己的妻子造成招待上的压力。麦金莱在俄亥俄州州长任内欠下了难以偿还的债务，于是还把自己担任总统的的一部分薪金交给加勒特，请他帮忙进行投资。
之前几届行政部门的副总统都是一个政治级别相对较低的职务，其职务主要局限在美国宪法中规定的主持参议院议程上。但霍巴特却成为了麦金莱及其内阁成员的亲密顾问，只是还没有要求他出席内阁会议。1922年，记者阿瑟·华莱士·邓恩（Arthur Wallace Dunn）写道：“在我的回忆中，这是第一次，也是最后一次，副总统超越了他主持（参议院议程）的职能，在行政部门中拥有一席之地。”
从1897年下半年到1898年初，许多美国人要求国家对那时还是西班牙殖民地的古巴插手干预，当时古巴正激烈反抗西班牙的殖民统治。1898年2月，美国缅因号无畏舰在哈瓦那因爆炸沉没，有266位美国官兵丧生，民众的呼声也随之高涨。麦金莱试图将事情暂缓，希望能和平解决争端，但到了1898年4月，霍巴特告诉总统，联邦参议院无论他赞成与否都将采取行动对抗西班牙，麦金莱于是让步了，国会于4月25日宣战，美西战争打响，霍巴特还把自己当时签署参议院法案的笔送给了总统。

### “助理总统”
作为参议院议长，霍巴特比自己的前任更为自信。按照惯例，副总统不会对存在争议的事项作出决定，而是将之提交由参议员投票表决。但霍巴特利用自己在新泽西州议会时的经验，在参议院议程中扮演了更为积极的角色，他会对争端做出裁决，甚至试图对立法议程产生影响。霍巴特起初对自己的角色感到心虚，觉得自己还没能向那些已长期任职的国会议员证明自己的能力，但很快就积累了足够信心。他在一封信中写道：“我发现自己的能力和优势与他们中的任何一位相比都毫不逊色。如果他们知道许多我所不知道的事情，那么我也同样知道许多他们一无所知的东西。归根究根，我们都有共同的人性，这让我们都团结在一起。”霍巴特在通过参议院引导政府立法议程上是如此成功，以致于他开始逐渐以“助理总统”之名而为人所知。
霍巴特总是会出席参议院的会议，一位旁听人士称他是“长期观众”（chronic audience）。根据宪法，当参议院表决出现平局时，作为参议院议长的副总统才拥有投票权打破僵局，霍巴特在任期间一共只有过一次这样的机会，他用这一张关键票否决了一项承诺给予菲律宾自治权的修订法案，美西战争以美国胜利而结束后，美国就获得了菲律宾的主权。霍巴特在结束战争的《巴黎条约》签订上起到了积极作用，据麦金莱的传记作者·韦恩·摩根（H. Wayne Morgan）表示，霍巴特“几乎成为另一个总统，用自己传奇般的礼貌转动着每一个螺丝钉”。
霍巴特就职副总统后没有放弃的原有职位中，有一个是联合运输协会仲裁人，一共有三人担任这一职位。该协会由多个希望协调利率的铁道公司组成，如果两家铁路公司在利率上出现分歧，那么霍巴特和另外两位仲裁人将一起对需要解决的问题进行仲裁。霍巴特担任副总统期间就受理了这样一起案件。1897年10月美国联邦最高法院在一个司法案件的裁决中暗示，联合运输协会很可能违反了《休曼法案》，霍巴特于是在1897年11月辞去了仲裁人一职。他还是拉马波自来水公司的主要投资者，并且在许多纽约州和新泽西州的自来水公司都有股份利益。1899年中期，在卡茲奇山拥有大片土地的拉马波自来水公司卷入人称“拉马波方案”（Ramapo Scheme）的争议，称该公司将连续40年以每年500万美元的高价向纽约市供水。这一方案从未付诸实施，由共和党主控的国会调查委员会也没有发现任何不当行为，但媒体对霍巴特在该公司所扮演的角色进行了广泛讨论。

### 疾病和逝世
1898年末，霍巴特患上了严重的心脏疾病，起初他向公众隐瞒了这点，继续履行参议院议长职责，但在一次结束会议的讲话后差点崩溃。他陪同总统前往汉纳位于乔治亚州托马斯县县城托马斯维尔的家中过冬，但很快因染上流感而返回哥伦比亚特区。1899年4月，霍巴特的疾病已是众所周知，但汉纳还是向报纸保证霍巴特会是1900年大选的副总统候选人：“除了死亡和地震，没有任何事情能够阻止副总统霍巴特再次获得提名。”副总统在自己的故乡朗布兰奇租了一套房，之后又住进新泽西州海岸一个高档度假村。医生给出的建议是彻底的休息，霍巴特于是养了两条宠物鱼聊以自娱，给其中金色的那条起名叫麦金莱，另一条银色的则叫布莱恩。

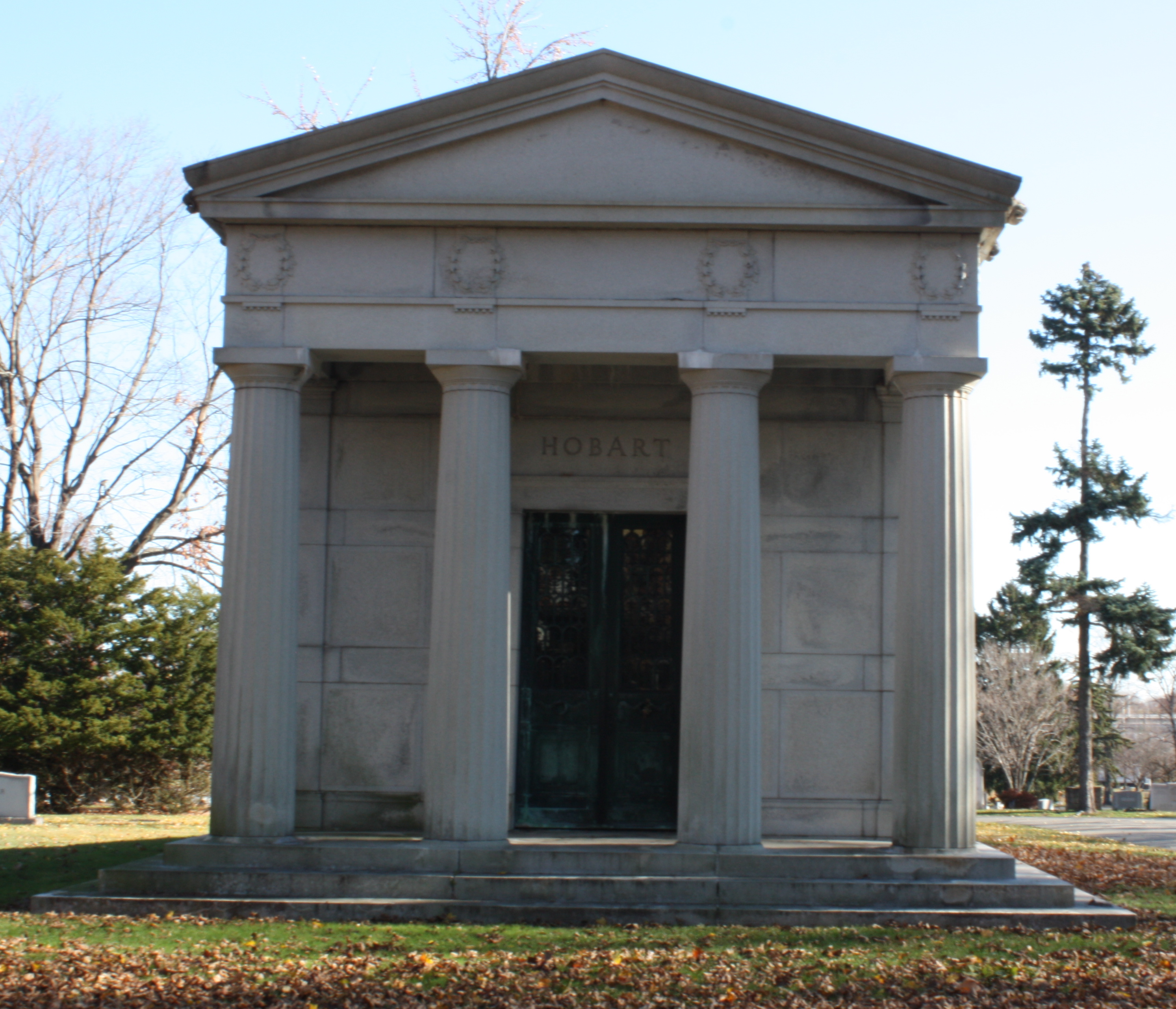
位于雪松草坪公墓的帕特森霍巴特夫妇陵墓，于1902年竖立。

虽然身体状况欠佳，但霍巴特仍在继续帮总统解决问题。麦金莱希望战争部长拉塞尔·A·阿尔杰辞职，但后者一直没有明白或是忽视了总统的暗示。据传记作者玛格丽特·里奇称：“在把这么一件本属于自己义务而且令人不快的任务交到一个病人手上时，总统并没有表现出他通常会非常在意他人感受的特点。”霍巴特邀请阿尔杰到朗布兰奇度周末，并告知对方总统的意图，于是阿尔杰一返回首都就正式递交了自己的辞呈。阿尔杰离去后没几天，霍巴特的病情恶化，很快就开始卧床不起。《纽约太阳报》把阿尔杰的辞职归功于霍巴特“水晶般的洞察力”和“天鹅绒般的圆滑”，之后霍巴特在给麦金莱的信中写道：“我那‘水晶般的洞察力’仍然清清楚楚，但那‘天鹅绒般的圆滑’已经被（我的）小睡消磨掉了那么一点点。”
霍巴特与麦金莱一同到尚普蘭湖度了一次假，于9月返回帕特森。1899年11月1日，联邦政府宣布霍巴特不会再返回公众视野。他的病情迅速恶化，1899年11月21日，美国副总统加勒特·奥古斯都·霍巴特与世长辞，享年55岁。总统麦金莱向他的家人们表示：“在这个家以外的任何人都无法比我更深刻地感受到这巨大的损失。”
新泽西州州长福斯特·沃里斯（Foster Voorhees）下令进行30天的哀悼，并降半旗直至霍巴特的葬礼结束。他的家向公众开放了四个小时，以便公民从他打开的棺材旁走过，这四个小时裡有12000人前来瞻仰遗容，表达敬意。总统麦金莱以及多位政府高官出席了为霍巴特举行的大型公共葬礼，之后霍巴特长眠在帕特森的雪松草坪公墓。虽然大批政府官员的出现通常意味着当地人不能顺利出席，但还是有5万人来到帕特森向霍巴特致敬。

## 后续影响

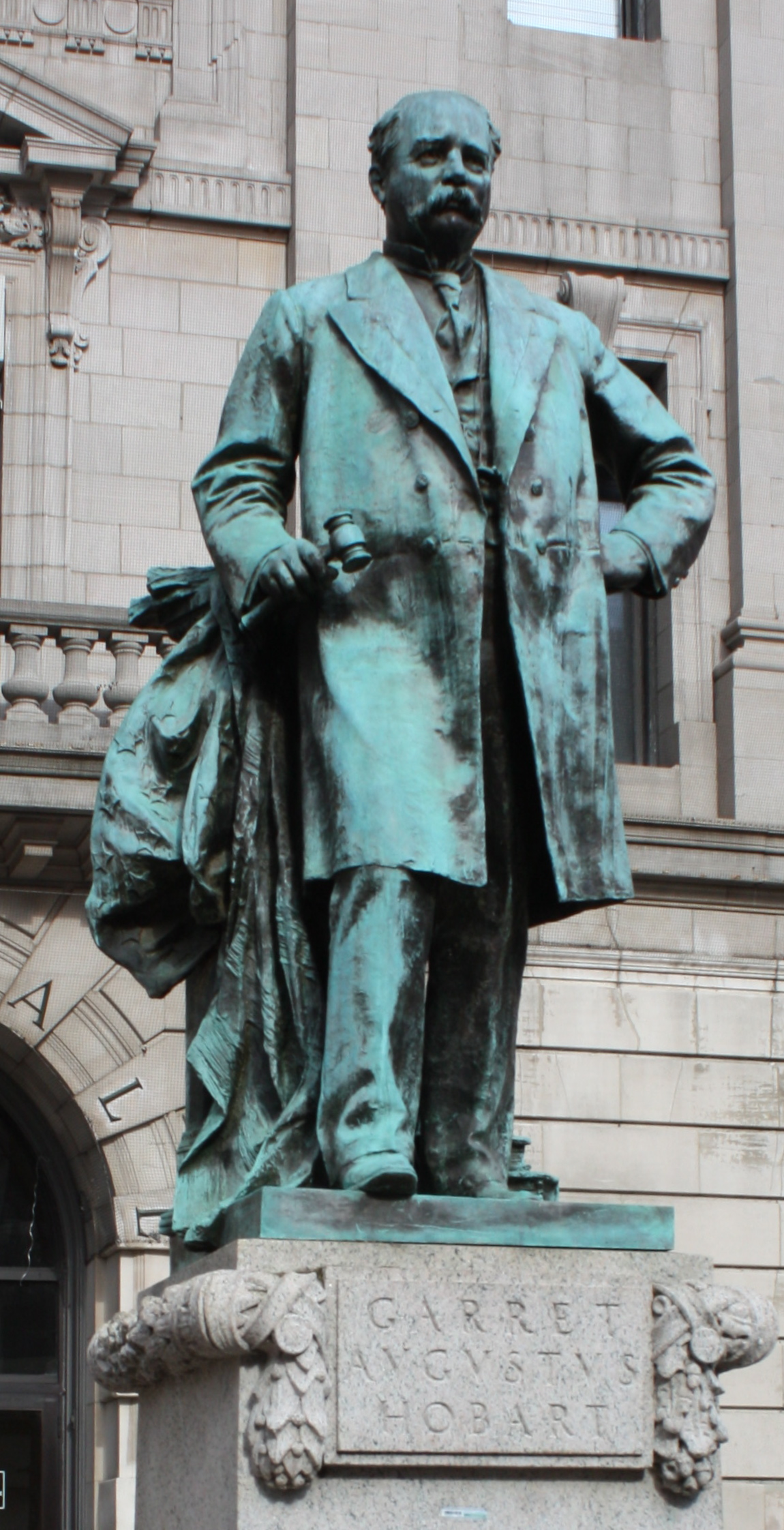
位于帕特森的霍巴特雕像

霍巴特大幅扩充了副总统的权力，成为总统的顾问，并在参议院议长的位置上起到了领导者的作用。梅吉曾在1910年写道，霍巴特的死“让后人对他的回忆达到了他名望的高度”，然而，这位前副总统在多年后已变得鲜为人知。据哈特菲尔德称，霍巴特的死给了纽约州州长西奥多·罗斯福机会，后者于1900年成为共和党副总统候选人并成功当选，之后又在1901年麦金莱遭刺杀后继任成为新的美国总统，这才是与霍巴特有关的事件中最为后世所熟知的。
1903年，帕特森市政厅外竖立起了霍巴特的雕像。奥克拉荷马州凯厄瓦县的县城和华盛顿州金县的一处普查规定居民点都是以这位前副总统来命名。康纳利对霍巴特的一生作出了这样的总结：
公众越来越趋向于视共和党为大企业、大财团和大政府的联盟，1900年后，这个联盟带来了进步。副总统加勒特··霍巴特身为律师、企业股东和领导者，以及新泽西州共和党人，对联盟加以引导。他代表了一切进步主义者痛恨的东西：当铁路沦为美国最受猜疑的行业时，他是铁道公司的拥护者；当公众起来反抗垄断和托拉斯时，他是推动资本聚集的企业律师；作为投资商，他用自己的政治洞察力捕捉到利润丰富的商业机遇；作为国家的领导人，他轻松地在政治和经济的世界间来回穿梭。霍巴特象征着那个时代，他不亚于汉纳或其他任何一位镀金时代的企业家和政治家。

## 选举历史
| 選舉 | 结果 | 结果                  | 候選人              | 候選人               | 政黨   | 得票數 | %     | ±% |
| --- | ---- | --------------------- | ------------------- | -------------------- | ------ | ------ | ----- | -- |
| 新泽西州众议院 巴赛克县第三选区 1872年11月5日 |      | 共和党 保持           |                     | 加勒特·霍巴特        | 共和党 | 1,787  | 65.03 |    |
| 新泽西州众议院 巴赛克县第三选区 1872年11月5日 |      | 共和党 保持           | 奥克利（注）        | 民主党               | 961    | 34.97  |       |    |
| 新泽西州众议院 巴赛克县第三选区 1873年11月4日 |      | 共和党 保持           |                     | 加勒特·霍巴特*       | 共和党 | 1,490  | 59.29 |    |
| 新泽西州众议院 巴赛克县第三选区 1873年11月4日 |      | 共和党 保持           | 格里特·普兰腾（Gerrit Planten）   | 民主党               | 1,023  | 40.71  |       |    |
| 新泽西州参议院 巴赛克县 1876年11月7日 |      | 共和党 夺得民主党议席 |                     | 加勒特·霍巴特        | 共和党 | 5,912  | 54.16 |    |
| 新泽西州参议院 巴赛克县 1876年11月7日 |      | 共和党 夺得民主党议席 | 查尔斯·英格利斯（Charles Inglis） | 民主党               | 5,022  | 45.84  |       |    |
| 新泽西州参议院 巴赛克县 1879年11月4日 |      | 共和党 保持           |                     | 加勒特·霍巴特*       | 共和党 | 5,546  | 59.54 |    |
| 新泽西州参议院 巴赛克县 1879年11月4日 |      | 共和党 保持           | 加勒特·A·霍珀（）   | 民主党               | 3,647  | 39.15  |       |    |
| 新泽西州参议院 巴赛克县 1879年11月4日 |      | 共和党 保持           | 王（，注）          | 美钞党               | 122    | 1.31   |       |    |
| 1883年新泽西州联邦参议员选举 新泽西州两院联席会议 1883年1月24日 任期6年，从1883年3月4日开始，需要41票胜出，麦克弗森在第一轮投票中就成功胜出。 |      | 民主党 保持           |                     | 约翰·R·麦克弗森（John R. McPherson）* | 民主党 | 43     | 53.09 |    |
| 1883年新泽西州联邦参议员选举 新泽西州两院联席会议 1883年1月24日 任期6年，从1883年3月4日开始，需要41票胜出，麦克弗森在第一轮投票中就成功胜出。 |      | 民主党 保持           | 加勒特·霍巴特       | 共和党               | 36     | 44.44  |       |    |
| 1883年新泽西州联邦参议员选举 新泽西州两院联席会议 1883年1月24日 任期6年，从1883年3月4日开始，需要41票胜出，麦克弗森在第一轮投票中就成功胜出。 |      | 民主党 保持           | 乔治·C·勒德洛（George C. Ludlow）   | 民主党               | 2      | 2.47   |       |    |
| 1896年美国总统选举 由选举人团投票选出副总统 普选于1896年11月3日在全美大多数州举行。 民主党和人民党均提名威廉·詹宁斯·布莱恩为总统候选人，但副总统候选人不同。霍巴特的竞选搭档是威廉·麦金莱，候选人只要赢得了224张选举人票就可以赢得大选，两人最终以271张选举人票成功胜出。 |      | 共和党 夺得民主党席位 |                     | 加勒特·霍巴特        | 共和党 | 271    | 60.63 |    |
| 1896年美国总统选举 由选举人团投票选出副总统 普选于1896年11月3日在全美大多数州举行。 民主党和人民党均提名威廉·詹宁斯·布莱恩为总统候选人，但副总统候选人不同。霍巴特的竞选搭档是威廉·麦金莱，候选人只要赢得了224张选举人票就可以赢得大选，两人最终以271张选举人票成功胜出。 |      | 共和党 夺得民主党席位 | 亚瑟·休厄尔（Arthur Sewall）     | 民主党               | 149    | 33.33  |       |    |
| 1896年美国总统选举 由选举人团投票选出副总统 普选于1896年11月3日在全美大多数州举行。 民主党和人民党均提名威廉·詹宁斯·布莱恩为总统候选人，但副总统候选人不同。霍巴特的竞选搭档是威廉·麦金莱，候选人只要赢得了224张选举人票就可以赢得大选，两人最终以271张选举人票成功胜出。 |      | 共和党 夺得民主党席位 | 托马斯·E·沃森（Thomas E. Watson）   | 人民党               | 27     | 6.04   |       |    |

*表示选举时正在担任该职位

注：这几位候选人的名字未能确定，所以只提供了姓氏。

## 参考资料

麦金莱和霍巴特的竞选海报